# Experiment Gorila
Experiment Gorila je desátý díl třetí řady amerického televizního seriálu Teorie velkého třesku. V této epizodě hostují Carol Ann Susi a Melissa Rauch. Režisérem epizody je Mark Cendrowski.

## Děj
Bernadette (Melissa Rauch) se zajímá o Leonardovu práci, což vzbudí závist a žárlivost u Howarda. Celá situace naruší vztah i přátelství všech tří. Stejně tak Penny žárlí na Bernadette, protože je schopná s Leonardem mluvit o jeho práci, zatímco Penny ničemu z toho nerozumí. Prosí tak Sheldona, aby jí zasvětil do toho, co je fyzika a čemu se Leonard v práci věnuje.

## Obsazení
| Johnny Galecki | Leonard Hofstadter      |
| Jim Parsons    | Sheldon Cooper          |
| Kaley Cuoco    | Penny                   |
| Simon Helberg  | Howard Wolowitz         |
| Kunal Nayyar   | Raj Koothrappali        |
| Carol Ann Susi | Debbie Wolowitz         |
| Melissa Rauch  | Bernadette Rostenkowski |